# Frutiger Aero

Das Windows-Aero-Design in Microsoft Windows 7 (veröffentlicht 2009), nach dem Frutiger Aero benannt wurde

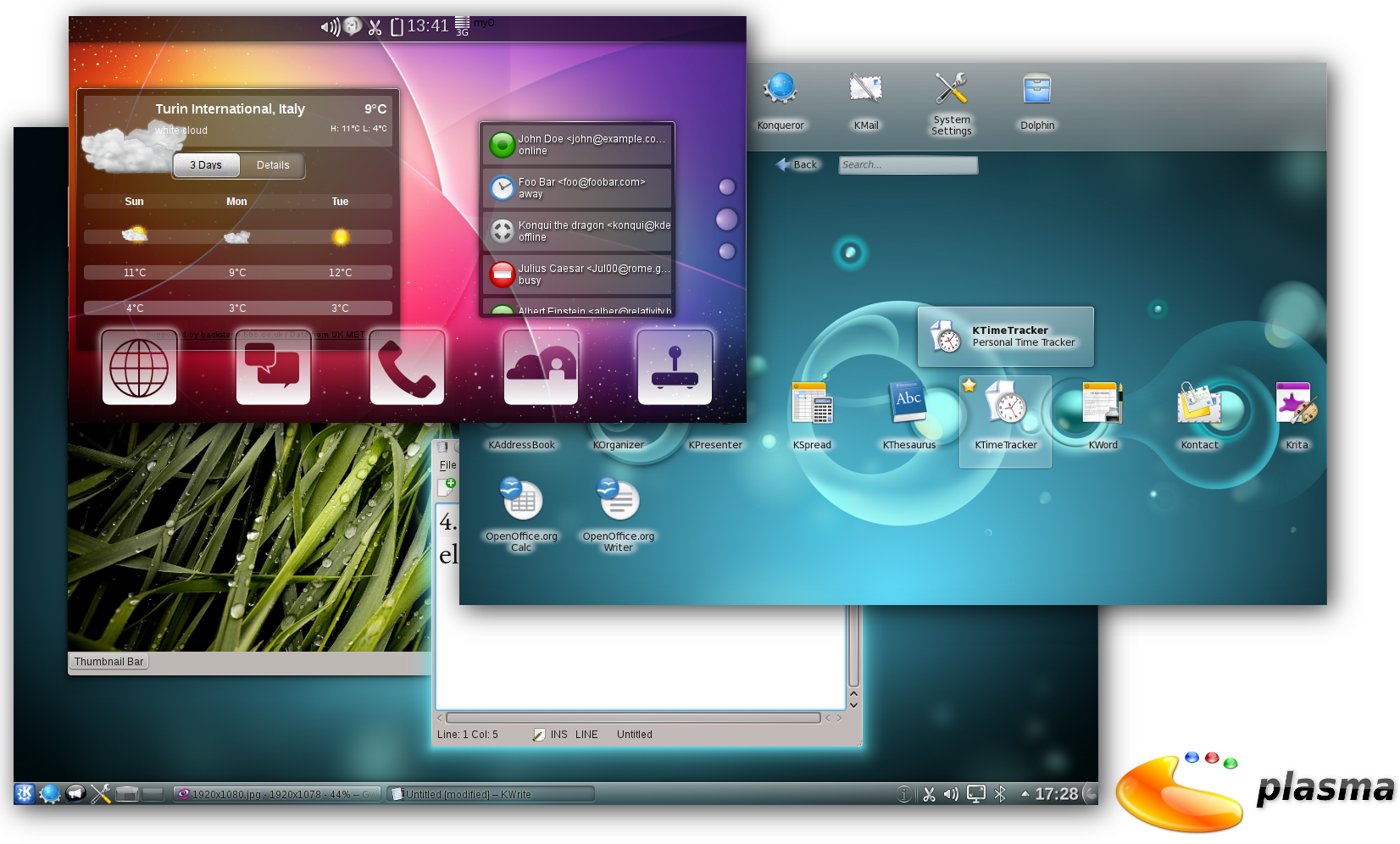
Viele Benutzeroberflächen der 2000er-Jahre (zum Beispiel KDE Plasma 4, siehe Abbildung) sind typische Beispiele für den Frutiger-Aero-Stil.

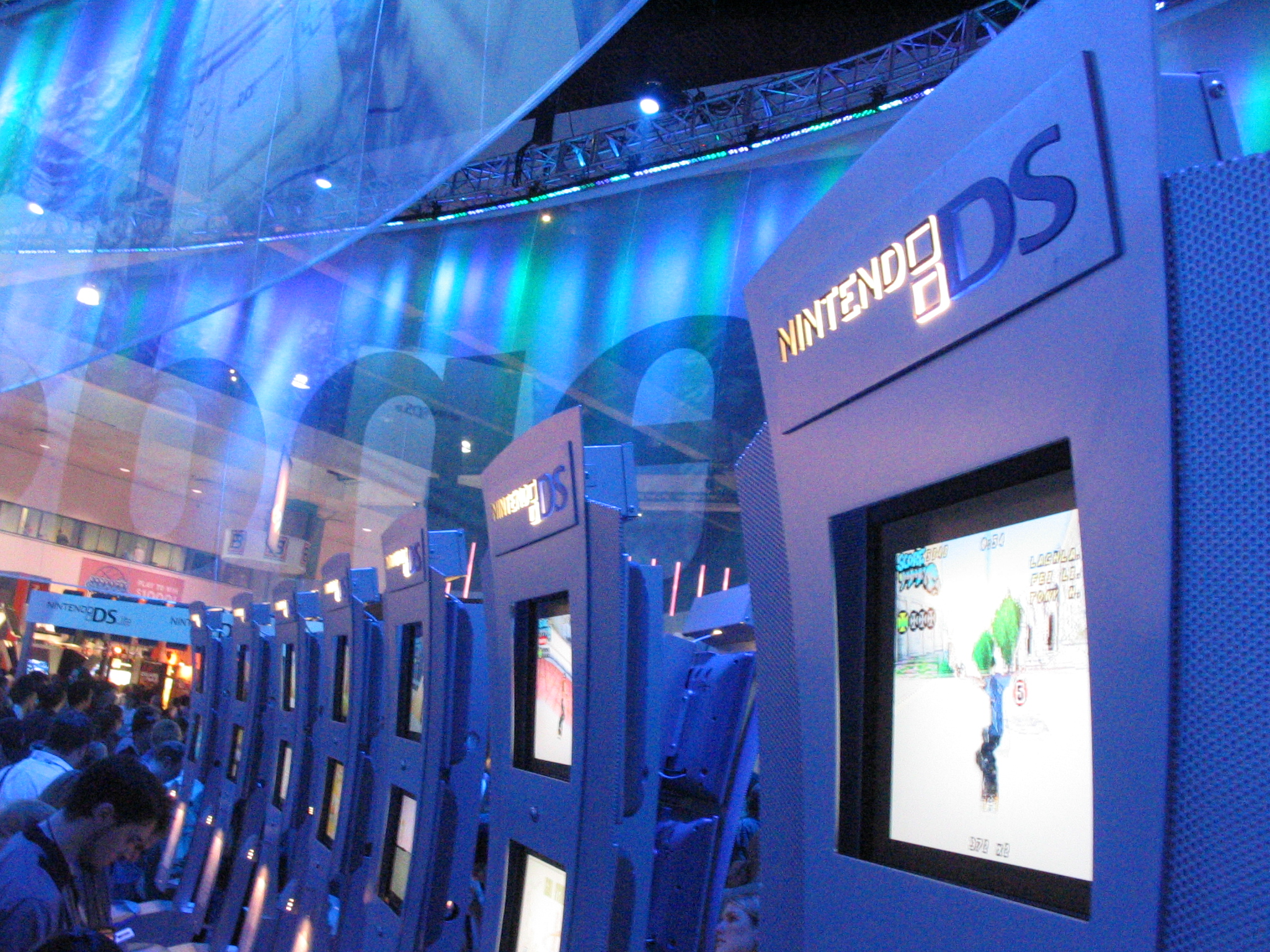
Nintendo DS Messestand auf der Expo 2006

Frutiger Aero ist ein Designstil, der von etwa 2004 bis 2013 vorherrschte. Ursprünglich entstand er im Bereich des User Interface Designs, beeinflusste jedoch später auch andere Medienformen. Der Begriff wurde 2017 von Sofi Lee vom Consumer Aesthetics Research Institute, eine Online-Community zur Erforschung von Konsumästhetik, geprägt. Im Jahr 2023 erlebte der Stil eine Wiederbelebung als Social-Media-Ästhetik und wurde besonders bei der Generation Z als nostalgisches Gestaltungselement populär. Charakteristisch für Frutiger Aero sind optimistische Darstellungen einer harmonischen Verbindung von Technologie und Natur. Typische Merkmale sind natürliche Bildmotive, leuchtende Farben und skeuomorphe Designelemente.

## Geschichte
Frutiger Aero war etwa von 2004 bis 2013 verbreitet. Es folgte der Y2K-Ästhetik, die von den späten 1990er- bis frühen 2000er-Jahren populär war. Der Name Frutiger Aero leitet sich von der Windows-Aero-Designsprache und der Frutiger-Schriftfamilie ab, die von Adrian Frutiger entworfen wurde. Der Stil hatte zu seiner Blütezeit keinen allgemein bekannten Namen. Er wurde 2017 von Sofi Lee vom Consumer Aesthetics Research Institute benannt. Das Consumer Aesthetics Research Institute (CARI) ist eine Online-Community, die sich „der Entwicklung eines visuellen Lexikons für Konsum-Übergangsobjekte von den 1970er-Jahren bis heute“ widmet. Seine reflektierenden Elemente führten auch dazu, dass es als Web 2.0 Gloss bekannt wurde.
Der Stil wurde in vielen Medienformen der damaligen Zeit verwendet, darunter in Werbung, auf Spielkonsolen der siebten Generation, wie der Nintendo Wii, sowie in Architektur und Innenarchitektur. Windows Aero – die Designsprache, die in den Microsoft-Windows-Betriebssystemen ab den Prototypen von Windows Vista (2001–2006) verwendet wurde – gehörte zu den ersten, die Merkmale von Frutiger Aero aufwiesen. Windows 7 (2009), der Nachfolger von Vista, baute auf diesen Merkmalen auf. Frutiger Aero verlor in den frühen 2010er-Jahren an Popularität und wurde weitgehend durch Flat Design in Benutzeroberflächen und Elektronik ersetzt.
Der Stil erlebte Anfang 2023 eine Wiederbelebung des Interesses in den sozialen Medien. Kritiker identifizierten Beiträge mit dem Hashtag #frutigeraero auf YouTube und TikTok sowie im r/FrutigerAero-Subreddit, die hohe Zuschauerzahlen erreichten. Ellie Violet Bramley von The Guardian identifizierte dies als eine Reaktion auf den Boom der künstlichen Intelligenz, und Laura Holliday von Dazed schrieb, dass der Stil wiederbelebt wurde, um eine Alternative zum Minimalismus der damaligen Benutzeroberflächen zu bieten.

## Themen und Merkmale

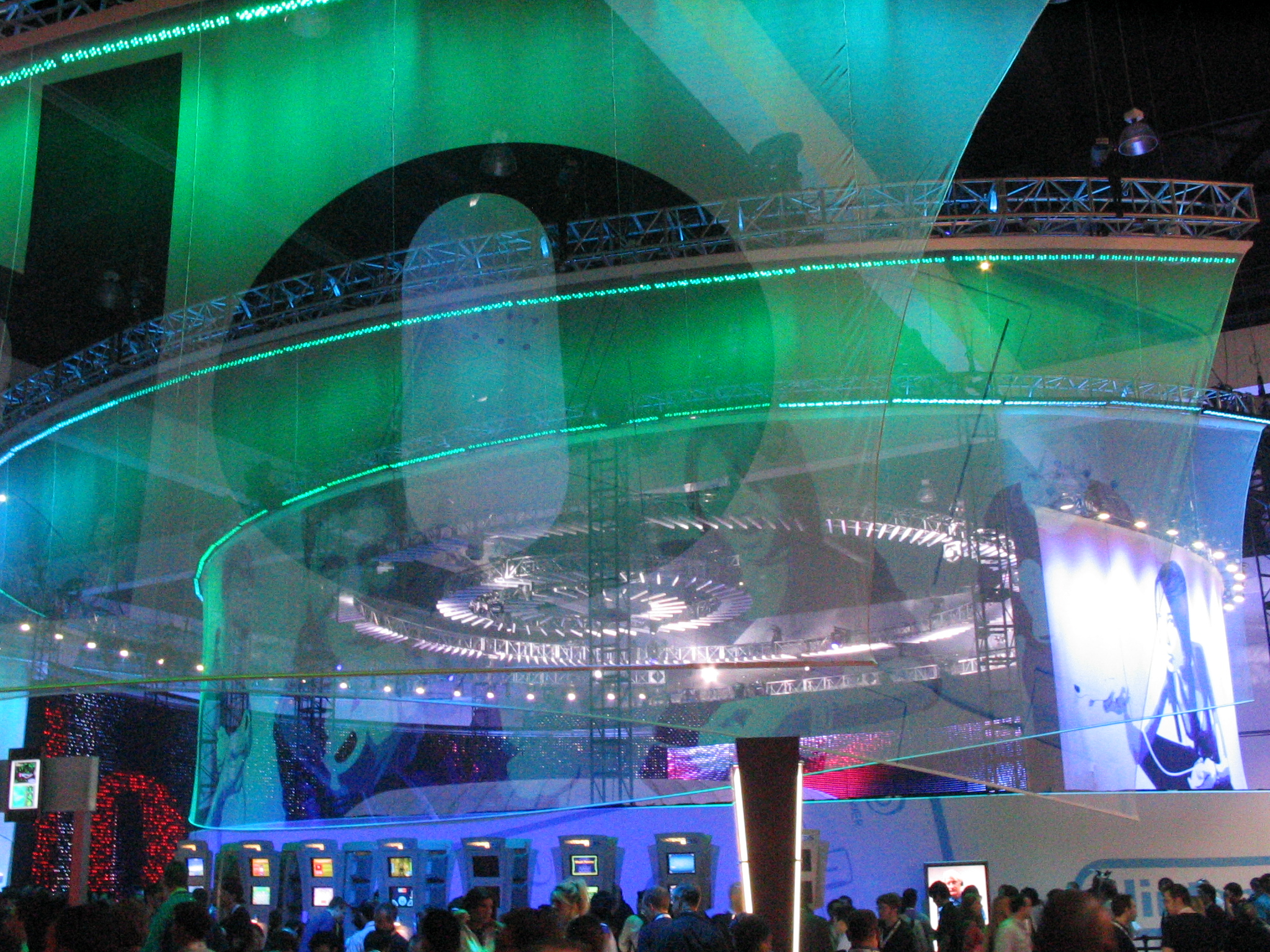
Expo 2006

Frutiger Aero ist sowohl in technologischen Fortschritten als auch in kulturellen Ereignissen wie dem Jahr-2000-Problem und dem Übergang zu Web 2.0 in den späten 1990er- und frühen 2000er-Jahren verwurzelt. Obwohl der Stil futuristisch ist, ist die Natur ein zentrales Thema, und der Stil stellt oft die Natur als „verflochten“ mit einer digitalen Zukunft dar, so Avcı. Häufige Designmotive sind blaue Himmel, Gras, Polarlichter, Lens Flares und Bokeh-Effekte. Der Stil integriert auch Elemente der Seapunk-Subkultur – hauptsächlich auf Tumblr in den 2010er-Jahren präsent – darunter Wasser und tropische Fische, beeinflusst durch das Videospiel Ecco the Dolphin (1992). Die Digitalkulturanalytikerin Laura Goudet sagte, dass der Stil „eine Utopie darstellt, in der Effizienz und die Umwelt koexistieren“, die in einer Zeit allgemeiner „Naivität“ über die schädlichen Auswirkungen von Technologie konzipiert wurde.
Eine Gruppe von Medienforschern diskutierte Frutiger Aero im Rahmen eines größeren Trends der „Faszination für veraltete Zukünfte“, den sie in den frühen 2020er-Jahren auf sozialen Medienplattformen untersuchten. Sie schrieben, dass das Wiederaufleben eine „politische Dimension“ hatte, da sie herausfanden, dass viele Nutzer sozialer Medien den Stil mit vergangenen Vorstellungen einer techno-utopischen Zukunft verbanden. Mehrere Beiträge stellten die Bilder als „die Zukunft, die uns versprochen, aber nie geliefert wurde“ dar. Laure Coromines von Le Monde war der Ansicht, dass die erneute Beliebtheit des Stils eine Nostalgie für das widerspiegelte, was als „eine Art Garten Eden“ betrachtet wurde. In einem Interview für Dazed im Jahr 2023 erklärte Amanda Brennan, dass die natürliche Bildsprache und der Optimismus des Stils möglicherweise zum erneuten Interesse beigetragen haben, was mit einer allgemein steigenden Umweltbewusstheit und einem Wandel in der Haltung zum Klimawandel übereinstimmt.
Die Autorin Allie Rowbottom sagte, dass Generation Z – die mit ständigem Zugang zu Technologie und dem Internet aufgewachsen ist – besonders vom Stil angezogen wird, da er „die harmonische Verbindung von Natur und Technologie“ darstellt. Wissenschaftler und Kritiker haben Frutiger Aero mit der Y2K-Ästhetik verglichen; laut Brennan „gibt es viel Hoffnung in dieser Ästhetik, die Y2K nicht hat“. Hannah Craggs von TrendBible, die ebenfalls mit Dazed sprach, sagte, dass „Zeiten der Unruhe und Unsicherheit“ das Interesse an dem Stil als Quelle beruhigender Nostalgie motiviert haben. Rowbottom wies auch auf das Fehlen von Menschen in der Frutiger Aero-Kunst hin und führte dies auf die Abneigung von Generation Z gegenüber dem Anthropozentrismus und den „unterdrückenden Schönheitsstandards“ zurück, die auf sozialen Medien vorherrschen. Alaina Demopoulos von The Guardian stellte jedoch fest, dass viele Nutzer sozialer Medien generative künstliche Intelligenz einsetzten, um Illustrationen im Stil zu erstellen, was sie als etwas empfand, das „die Aura zerstört“. Avcı fühlte ebenfalls, dass diese Beiträge die Zuschauer über die Verbreitung des Stils in die Irre führten.
Ein charakteristisches Merkmal des Stils ist der Skeuomorphismus – die Darstellung realer Objekte in digitalen Designs. Diese wurden durch dreidimensionale Grafiken mit spiegelnden, glänzenden Oberflächen visualisiert, was besonders in App-Symbolen für Mobilgeräte sichtbar war. Mehrere Wissenschaftler argumentierten, dass Benutzeroberflächen Skeuomorphismus einsetzten, um Elektronikgeräte mit sanften und vertrauten Eigenschaften zu versehen. Dies erleichterte den Einstieg für neue Nutzer während der Massenverbreitung von Heimcomputern und Touchscreen-Geräten in den frühen 2000er-Jahren. Dies beeinflusste die Integration von Gestaltungselementen wie abgerundeten Ecken, Naturmotiven und exotischen Tieren. Frutiger Aero verwendet zudem auffällige Farben – insbesondere Gelbtöne sowie Blau und Grün – um den Bezug zur Natur zu unterstreichen.
Avcı erklärte, dass virtuelle Ästhetiken gegen Ende des 20. Jahrhunderts erstmals begannen, architektonische Designtrends zu beeinflussen, was er auf die gestiegene Leistungsfähigkeit computergestützter Designprogramme zurückführte. Er stellte fest, dass eine Reihe digitaler Gestaltungselemente durch die Wahl von Materialien nachgebildet wurden; so habe etwa die stilistische Tendenz zur Integration transluzenter Elemente die Verwendung von Glas- und Acrylplatten beeinflusst.